# Смітвілл (Арканзас)
Смітвілл (англ. Smithville) — місто (англ. town) в США, в окрузі Лоуренс штату Арканзас. Населення — 87 осіб (2020).

## Географія
Смітвілл розташований за координатами 36°4′49″ пн. ш. 91°18′9″ зх. д. / 36.08028° пн. ш. 91.30250° зх. д. (36.080413, -91.302620).  За даними Бюро перепису населення США в 2010 році місто мало площу 1,56 км², уся площа — суходіл. В 2017 році площа становила 1,72 км², уся площа — суходіл.

## Демографія
Згідно з переписом 2010 року, у місті мешкало 78 осіб у 32 домогосподарствах у складі 23 родин. Густота населення становила 50 осіб/км².  Було 46 помешкань (30/км²). 
Расовий склад населення:
| - 97,4 % — білих |

До двох чи більше рас належало 2,6 %. Іспаномовні складали 1,3 % від усіх жителів.
За віковим діапазоном населення розподілялося таким чином: 21,8 % — особи молодші 18 років, 52,6 % — особи у віці 18—64 років, 25,6 % — особи у віці 65 років та старші. Медіана віку мешканця становила 42,7 року. На 100 осіб жіночої статі у місті припадало 100,0 чоловіків;  на 100 жінок у віці від 18 років та старших — 90,6 чоловіків також старших 18 років.
Середній дохід на одне домашнє господарство  становив 41 267 доларів США (медіана — 46 875), а середній дохід на одну сім'ю — 51 565 доларів (медіана — 54 167). За межею бідності перебувало 13,3 % осіб, у тому числі 26,1 % дітей у віці до 18 років та 11,5 % осіб у віці 65 років та старших.
Цивільне працевлаштоване населення становило 41 осіб. Основні галузі зайнятості: роздрібна торгівля — 36,6 %, освіта, охорона здоров'я та соціальна допомога — 22,0 %, науковці, спеціалісти, менеджери — 14,6 %, виробництво — 14,6 %.